# Zizou Bergs
Zizou Bergs (ur. 3 czerwca 1999 w Lommel) – belgijski tenisista.

## Kariera tenisowa
W karierze zwyciężył w siedmiu singlowych turniejach cyklu ATP Challenger Tour. Ponadto wygrał cztery singlowe oraz cztery deblowe turnieje rangi ITF.
W rankingu gry pojedynczej najwyżej był na 112. miejscu (6 lutego 2023), a w klasyfikacji gry podwójnej na 265. pozycji (27 listopada 2023).

### Zwycięstwa w turniejach ATP Challenger Tour

#### Gra pojedyncza
| Końcowy wynik | Nr | Data              | Turniej       | Nawierzchnia  | Przeciwnik       | Wynik finału        |
| ------------- | -- | ----------------- | ------------- | ------------- | ---------------- | ------------------- |
| Zwycięzca     | 1. | 7 marca 2021      | Petersburg    | Twarda (hala) | Altuğ Çelikbilek | 6:4, 3:6, 6:4       |
| Zwycięzca     | 2. | 28 marca 2021     | Lille         | Twarda (hala) | Grégoire Barrère | 4:6, 6:1, 7:6(5)    |
| Zwycięzca     | 3. | 13 czerwca 2021   | Ałmaty        | Ceglana       | Timofiej Skatow  | 4:6, 6:3, 6:2       |
| Zwycięzca     | 4. | 19 czerwca 2022   | Ilkley        | Trawiasta     | Jack Sock        | 7:6(7), 2:6, 7:6(6) |
| Zwycięzca     | 5. | 23 kwietnia 2023  | Tallahassee   | Ceglana       | Wu Tung-lin      | 7:5, 6:2            |
| Zwycięzca     | 6. | 19 listopada 2023 | Drummondville | Twarda (hala) | James Duckworth  | 6:4, 7:5            |
| Zwycięzca     | 7. | 3 grudnia 2023    | Yokkaichi     | Twarda        | Michael Mmoh     | 6:2, 7:6(2)         |